# هوغو بيرنهام
هوغو بيرنهام (بالإنجليزية: Hugo Burnham)‏ هو طبال بريطاني، ولد في 25 مارس 1956 في سانت بانكراس في المملكة المتحدة.

## وصلات خارجية
- هوغو بيرنهام على موقع ميوزك برينز (الإنجليزية)
- هوغو بيرنهام على موقع ديسكوغز (الإنجليزية)